# Marie Marguerite Carraux de Rosemond
Marie-Marguerite Carreaux de Rosemond (Collombey-Muraz, 12 de septiembre de 1765 - París, 12 de noviembre de 1788), conocida también Carraux de Rozemont, fue una pintora suiza afincada en París. Fue retratada en 1785 en el Autorretrato con dos alumnas de Adélaïde Labille-Guiard, de quien fue discípula.

## Trayectoria
Marie-Marguerite Carraux de Rosemond fue una de las nueve discípulas de Adélaïde Labille-Guiard que expusieron en la Exposición de la Juventud de 1783, donde su obra fue elogiada por la crítica.

Gracias a esto, fue seleccionada para aparecer, junto a su compañera Marie-Gabrielle Capet, en el Autorretrato con dos alumnas de Labille-Guiard, presentado en el Salón de París de 1785 y conservado en el Museo Metropolitano de Arte de Nueva York. También se conserva en el mismo museo un estudio preparatorio para este cuadro, que representa las cabezas de las dos alumnas.

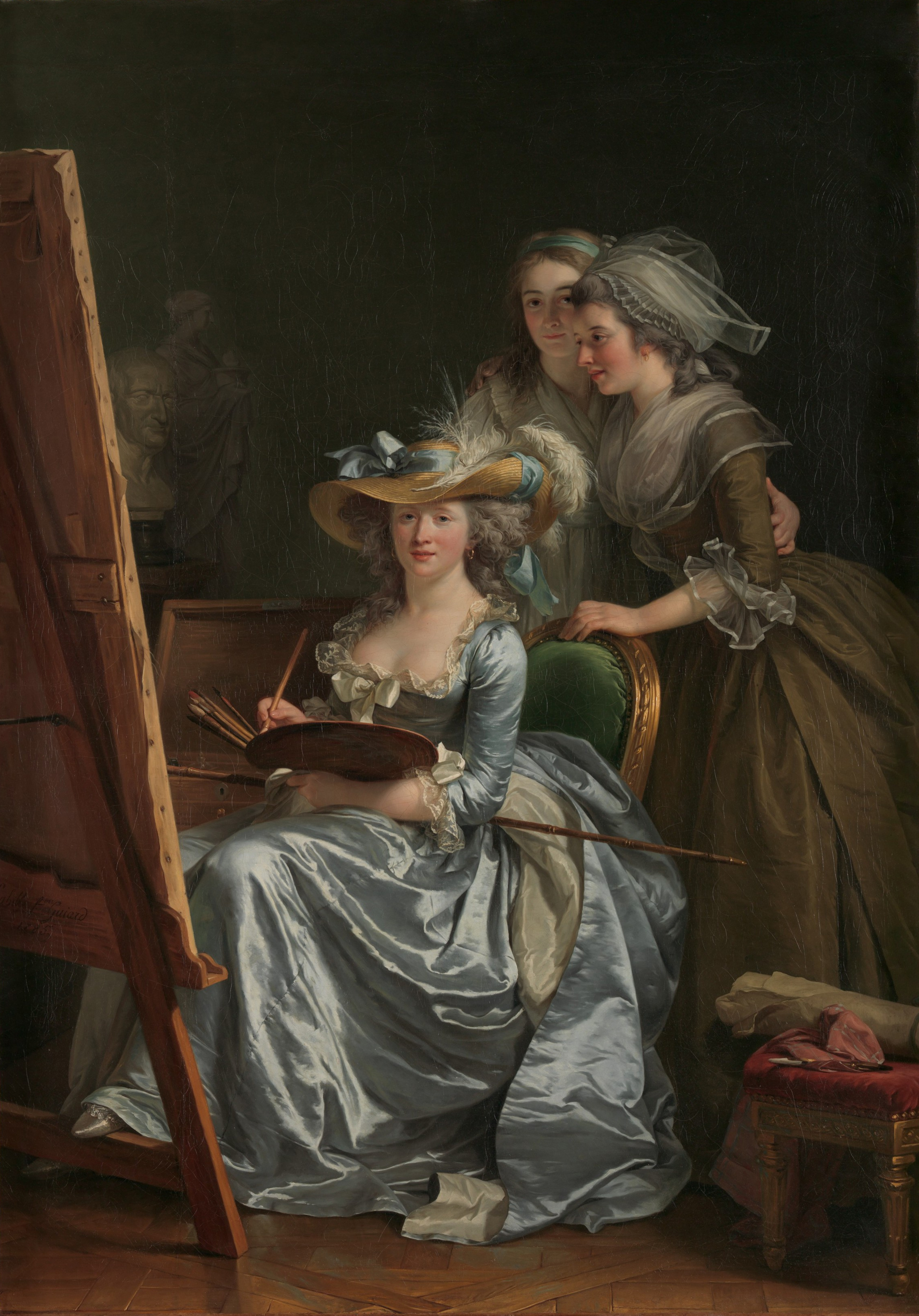
En el taller de Adélaïde Labille-Guiard. Labille-Guiard, Autorretrato con dos alumnas. Las alumnas son Marie-Marguerite (izquierda) y Marie-Gabrielle Capet (derecha).

También se la puede ver en un boceto a pluma y tinta dibujado por John Trumbull en una visita al estudio de Labille-Guiard en 1786.

El 2 de enero de 1788 se casó en París con el grabador Charles-Clément Balvay, pero murió ese mismo año en las galerías del Louvre, donde Bervic tenía un piso, al dar a luz. Su hijo también murió poco después.